# Геологічне товариство Франції

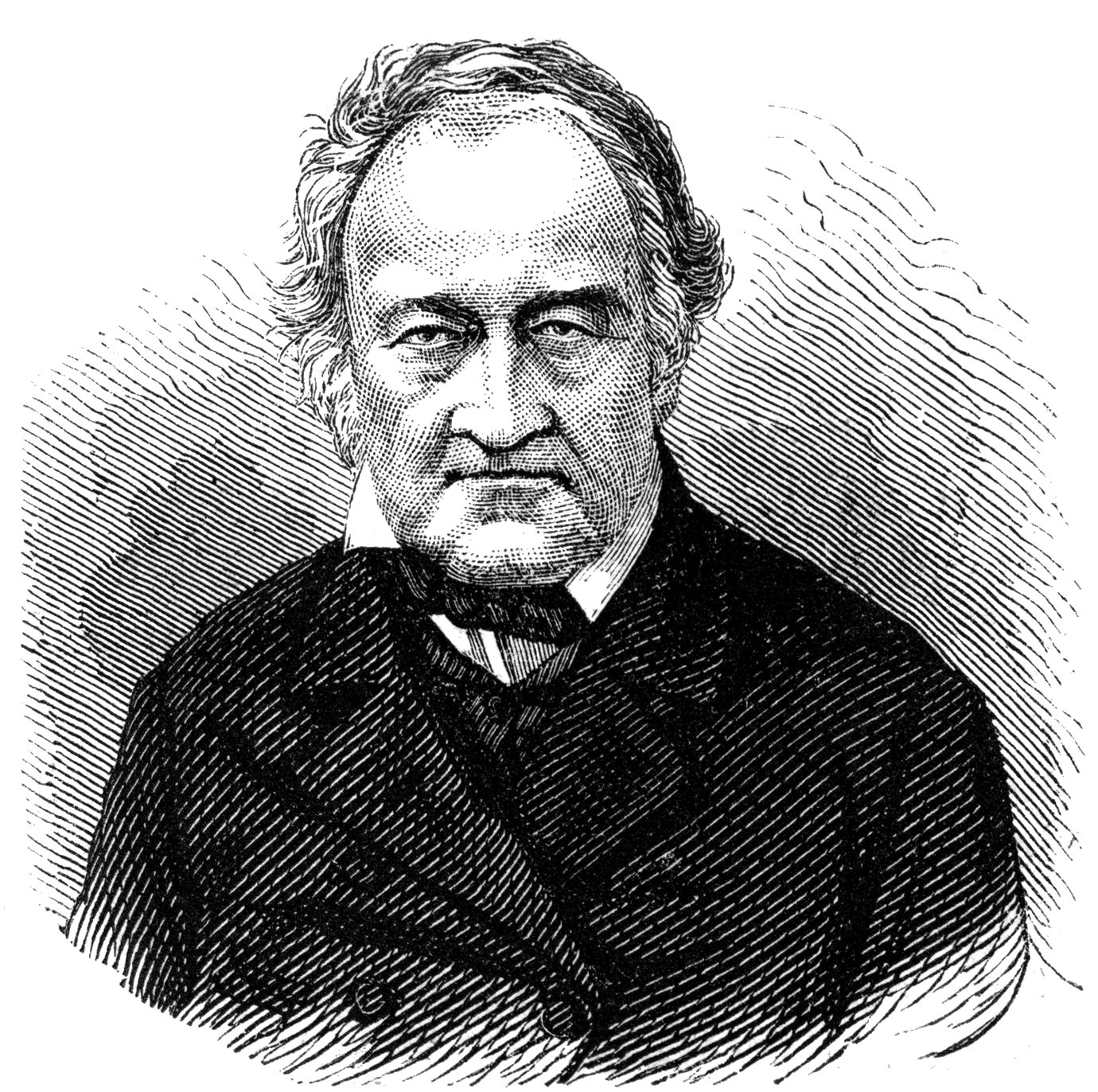
Амі Буе (1794—1881), засновник Товариства

Геологічне товариство Франції (фр. Société Géologique de France, SGF) — французьке наукове товариство, створене 1830 року для вивчення геологічних наук. Головною метою товариства є розвиток наук про Землю та інші планети.

## Історія
Засновано в Парижі, 17 березня 1830 року, Амі Буе, Жаном Юо та ін.
У 1840, 1853 та 1867 роках президентом Геологічного товариства Франції був Едуар де Верней.
1878 року Товариство організувало першу сесію Міжнародного геологічного конгресу.

## Сучасна діяльність
Товариство організовує наукові зустрічі, дискусії та конференції, займається видавничою діяльністю, створює фонди та засновує нагороди. Має власну бібліотеку.
Друкованим органом товариства є Бюлетень Французького геологічного товариства (фр. Bulletin de la Société géologique de France), що видається з 1830 року донині.

### Склад
- На 2006 рік — членами товариства є близько 1200 осіб (2006).
- Президент товариства — Андре Шааф (2010, фр. André Schaaf).